# Neauphle-le-Château
Neauphle-le-Château è un comune francese di 3 052 abitanti situato nel dipartimento degli Yvelines nella regione dell'Île-de-France.

## Storia
Neauphle-le-Château assurse a fama internazionale nel 1978, nel mezzo della Rivoluzione iraniana, quando il leader islamico ayatollah Ruhollah Khomeini si trasferì in una casa di questo comune a seguito dell'esilio impostogli dal regime dello Shah Mohammed Reza Pahlavi.

## Società

### Evoluzione demografica
Abitanti censiti